# Tsagaan Sar

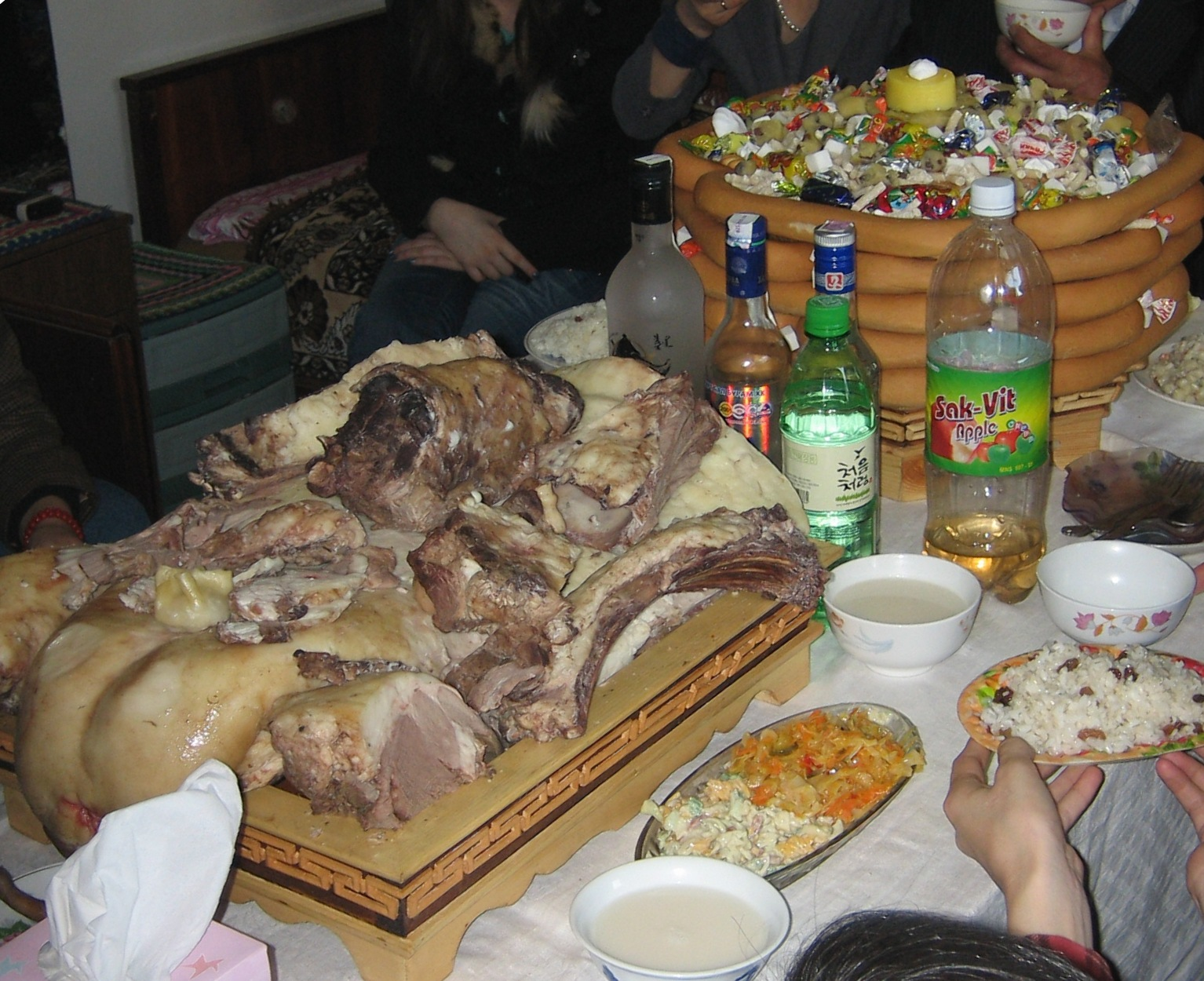
Banquete de Tsagaan Sar

O ano-novo lunar Mongol, mais conhecido como Tsagaan Sar (em mongol:  Цагаан сар, Cagán sar / ᠴᠠᠭᠠᠨ ᠰᠠᠷᠠ ou, literalmente, Lua Branca), é o primeiro dia do ano de acordo com o calendário lunissolar da Mongólia. O festival do ano-novo é celebrado pelos mongóis. Este festival é comemorado originalmente no outono e tem influências xamânicas.

## Temporização
O festival da Lua Branca é celebrado nos três primeiros dias do primeiro mês lunar do ano. A data simboliza o primeiro dia da primavera, e portanto o festival costuma cair entre os meses de janeiro e fevereiro no calendário gregoriano.

## Cerimônia
Os costumes de Tsagaan Sar variam de acordo com a região. É comum famílias queimarem velas em altares simbolizando a iluminação budista. Também existem saudações específicas para o evento, como "Амар байна уу?" (Amar baina uu?), significando "você está vivendo em paz?". Presentes também são trocados com amigos e parentes no dia, e uma família típica vai se encontrar na residência do membro mais velho da família. Muitas pessoas vestem roupas típicas do país. Após a cerimônia, as pessoas comem rabo de ovelha, carneiro, arroz com coalhada, laticínios e buuz. Também é comum beber airag, leite de égua.
O dia antes de Tsagaan Sar é chamado Bituun, o nome dado para a fase lunar da lua nova. As fases são chamadas de Bituun (nova), Shined (crescente), Tergel (cheia) e Huuchid (minguante). No dia de Bituun, costuma-se fazer uma limpeza extensiva nas residências; pastores também lavam os abrigos de seus animais. A cerimônia de Bituun também inclui a queima de velas, para celebrar a iluminação de todos os seres conscientes, e a colocação de três pedaços de gelo  porta da frente para o cavalo de Palden Lhamo, uma deidade muito celebrada na Mongólia e no Tibete e que acredita-se que visite todas as casas nesse dia.

## Alimentos
A comida tradicional na Mongólia para o festival inclui produtos lácteos, arroz com coalhada (tsagaa-цагаа) ou arroz com passas (berees-бэрээс), uma pirâmide de tradicionais biscoitos fritos erguidos em um prato largo que simboliza o Monte Sumeru ou o reino de Shambhala, um grelhado de ovelhas e carne moída bovina ou de carneiro cozida ao vapor dentro de uma massa, buuz e carne de cavalo. Tsagaan Sar é uma festa luxuosa, exigindo preparação com dias de antecedência, já que os cidadãos fazem grandes quantidades de buuz e preparam ul boov, um grande bolo decorada que funciona como decoração e sobremesa.

## Período comunista
Durante o período Comunista na Mongólia, o governo proibiu as comemorações de Tsagaan Sar e tentou substituí-lo com um feriado chamado "Dia do Pastor Coletivo", mas a comemoração original voltou a ser realizada depois da Revolução Democrática na Mongólia, em 1990.

## Datas
O calendário mongol no sistema Tegus Buyantu é lunissolar. A astrologia Tegus Buyantu foi desenvolvida pelo sumo-sacerdote Luvsandanzanjantsan (1639-1704), a primeira reencarnação de Blama-yin Gegegen (Ламын гэгээн).
| Ano gregoriano | Ano mongol         | Transliteração        | Tsagaan Sar                         | Elemento e animal       |
| -------------- | ------------------ | --------------------- | ----------------------------------- | ----------------------- |
| 1989           | Цагаан             | Tsagaan               | 7 de fevereiro – 10 de fevereiro    | Serpente fêmea de terra |
| 1990           | Машид согтонги     | Mashid sogtongi       | 26 de fevereiro – 28 de fevereiro   | Cavalo macho de ferro   |
| 1991           | Төрөлхтний эзэн    | Törölkhtnii eeen      | 15 de fevereiro – 17 de fevereiro   | Cabra fêmea de ferro    |
| 1992           | Ангира             | Apgira                | 4 de fevereiro – 7 de fevereiro     | Macaco macho de água    |
| 1993           | Цогт нигурт        | Tsogt nigurt          | 25 de janeiro – 30 de janeiro       | Galo fêmea de água      |
| 1994           | Бода               | Boda                  | 11 de fevereiro – 13 de fevereiro   | Cão macho de madeira    |
| 1995           | Насан төгөлдөр     | Nasan tögöldör        | 31 de janeiro a 5 de fevereiro      | Porco fêmea de madeira  |
| 1996           | Баригч             | Barigch               | 19 de fevereiro – 21 de fevereiro   | Rato macho de fogo      |
| 1997           | Эрхэт              | Erkhet                | 8 de fevereiro – 10 de fevereiro    | Boi fêmea de fogo       |
| 1998           | Олон үрт           | Olon ürt              | 28 de fevereiro – 2 de março        | Tigre macho de terra    |
| 1999           | Согтох төгөлдөр    | Sogtokh tögöldör      | 17 de fevereiro – 19 de fevereiro   | Coelho fêmea de terra   |
| 2000           | Тийн дарагч        | Tiin daragch          | 5 de fevereiro – dia 8 de fevereiro | Dragão macho de ferro   |
| 2001           | Сүргийн манлай     | Sürgiin manlai        | 24 de janeiro – 26 de janeiro       | Serpente fêmea de ferro |
| 2002           | Элдэв              | Eldev                 | 13 de fevereiro – 15 de fevereiro   | Cavalo macho de água    |
| 2003           | Наран              | Naran                 | 2 de fevereiro – 4 de fevereiro     | Cabra fêmea de água     |
| 2004           | Наран гэтэлгэгч    | Naran getelgegch      | 21 de fevereiro – 23 de fevereiro   | Macaco macho de madeira |
| 2005           | Газар тэтгэгч      | Gazar tetgegch        | 9 de fevereiro – 11 de fevereiro*   | Galo fêmea de madeira   |
| 2006           | Барагдашгүй        | Baragdashgüi          | 30 de janeiro – 1 de fevereiro      | Cão macho de fogo       |
| 2007           | Хамгийг номхотгогч | Khamgiig nomkhotgogch | 18 de fevereiro – 20 de fevereiro   | Porco feminino de fogo  |
| 2008           | Хотолыг баригч     | Khotolyg barigch      | 8 de fevereiro – 10 de fevereiro    | Rato macho de terra     |
| 2009           | Харшлалт           | Kharshlalt            | 25 de fevereiro – 27 de fevereiro   | Boi fêmea de terra      |
| 2010           | Тийн урвагч        | Tiin urvagch          | 14 de fevereiro – 17 de fevereiro   | Tigre macho de ferro    |
| 2011           | Илжиг              | Iljig                 | 3 de fevereiro – 5 de fevereiro     | Coelho fêmea de ferro   |
| 2012           | Баясгалан          | Bayasgalan            | 22 de fevereiro – 25 de fevereiro   | Dragão macho de água    |
| 2013           | Тийн ялагч         | Tiin yalagch          | 11 de fevereiro – 13 de fevereiro   | Serpente fêmea de água  |
| 2014           | Ялгуусан           | Yalguusan             | 30 de janeiro – 1 de fevereiro      | Cavalo macho de madeira |
| 2015           | Галзууруулагч      | Galzuuruulagch        | 19 de fevereiro – 21 de fevereiro   | Cabra fêmea de madeira  |
| 2016           | Муу нүүрт          | Jurupina nuurt        | 9 de fevereiro – 11 de fevereiro    | Macaco macho de fogo    |
| 2017           | Алтан унжлагат     | Altan unjlagat        | 27 de fevereiro – 1 de março        | Galo feminino de fogo   |